# Erlinghausen (Nümbrecht)
Erlinghausen ist ein Ortsteil von Nümbrecht im Oberbergischen Kreis im südlichen Nordrhein-Westfalen innerhalb des Regierungsbezirks Köln.

## Lage und Beschreibung
Der Ort liegt im Tal der Bröl. Der Ort liegt in Luftlinie rund 2,8 km nordwestlich von Nümbrecht entfernt.

## Geschichte

### Erstnennung
1465 wurde der Ort das erste Mal urkundlich erwähnt und zwar "Eirlynckuysen wird bei den Auseinandersetzungen zwischen Homburg und Berg genannt.". Die Schreibweise der Erstnennung war Eirlynckuysen.